# الشيوعية النسائية الدولية

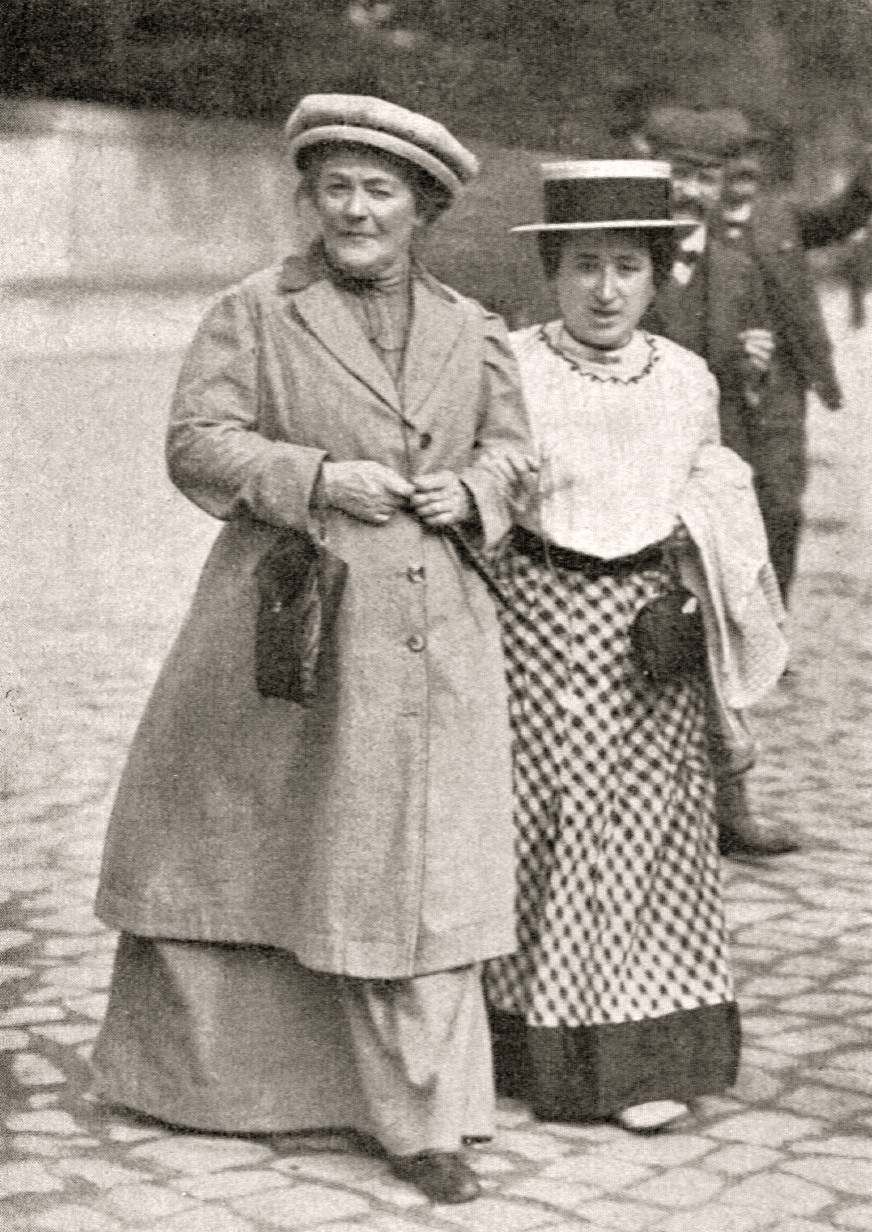

أُطلقت الشيوعية النسائية الدولية كفرع مستقل من الأمم الشيوعية الدولية في أبريل 1920؛ لهدف تقدم الأفكار الشيوعية عن النساء. الشيوعية النسائية الدولية قد أعُدت لتلعب نفس دور الحركة النسائية الدولية التي لعبته مؤسسة الفلاح الأحمر الدولية لأجل المزارعين الفقراء ودور الدولية الحمراء للنقابة العمالية لأجل حركة العمال الدولية.
الفعاليات الشيوعية النسائية الدولية كانت تُدار بواسطة شخص يُعرف بسكرتارية الشيوعية النسائية الدولية. أعاد تسميه هذا الشخص اللجنة التنفيذية للقسم النسائي، وجعله قسم تابع للجنة التنفيذية الشيوعية الدولية وأطلقت مجلته في مايو 1952.
عندما كان القسم النسائي (جانوتل) في الحزب الشيوعي الروسي في بعض النجاح من تمكين المرأة السوفيتية في بعض العمال الإدارية في الاتحاد السوفيتي الروسي، كانت الشيوعية النسائية الدولية وسكرتارية الشيوعية النسائية قد أثبتت فشلاً مطلقاً خارج حدود الاتحاد السوفيتي الروسي. القسم النسائي من اللجنة التنفيذية لقب بي في أغسطس عام 1930؛ لأن الحزب الروسي كان قد أنهى توظيف الكومنترن بشكل ما من أجل دعايا النساء.

## التاريخ التنظيمي

### التأسيس
الأممية الثانية، التي سبقت الشيوعية الدولية بحوالي 3 عقود، كان قد تم إنشاؤها على أسس سياسية والمساواة الاجتماعية بين النساء والرجال. الأحزاب الاشتراكية الإقليمية المختلفة التي شملت مشاركات من النساء على رغم من كونهم ممنوعين من حقهم في التصويت في العديد من الأماكن وكان حق التصويت للنساء لديه هدف مبرمج في أواخر القرن التاسع عشر وأوائل العشرين وحركة جذرية . تم قعد مؤتمر مميز من الاشتراكين في بيرن، سويسرا في عام 1915، قد جمع فيه عناصر من القادة الاشتراكين العالمين سويا مثل ألكسندرا كولونتاي، اينيسا ارماند وكلارا زيتكين لمشاركة التجارب المتشابه ووضع جداول متماثلة .
اقل من 18 شهر بعد الثورة الروسية في نوفمبر 1917، شيوعية دولية جديدة كان تم تأسيسها في موسكو من أجل تعويض المؤتمر الثاني الدولي الذي تم تحطيمه بشدة من قبل الحرب العالمية الأولى. كان هناك جهد موازي للتعريف على الاشتراكين الثوريين النساء من أوروبا وأمريكا. هذا جعل شكل الأممية الشيوعية النسائية يرأسها مؤسسة تعرف ب سكرتارية الشيوعية النسائية الدولية ، تم أنشأها في موسكو من قبل الكونتوم في أبريل 1920.
كانت سكرتارية النساء الدولية دائرة إداريّة صغيرة من نص دزينة الأعضاء أو اقل. ثمانية من النساء تم تسميتهم الهيكل نفسه من ضمنهم سته روسيات—كولونتاي زوجة لينين ناديجدا كروبسكايا، ليودميلا ستال، زلاتا ليلينا، كونكورديا سامويلوفا وامرأة معروفه للتاريخ فقط باسم سيميلوفيا - كذلك الهولندية هنرييت رولاند، هولست وروزا بلوش من سويسرا. أمينة المنظمة الثورية الألمانية المخضرمة كلارا زتكن.
المؤتمر الدولي من الشيوعية النسائية تم عقده من 30 يوليو حتى 2 أغسطس، 1920 في موسكو متزامن مع مؤتمر الكومنترن الثاني العالمي.
سمع الممثلون تفاصيل من النظام لذا أطلق عليهم «مندوبي الاجتماع» الذي تم عقده في الجمهورية السوفيتية الروسية بحضور مجالس من النساء المنتخبات و اللاتي يمثلوا مصانع وقرى من أجل جهد تحركهم على الوظائف الإدارية الحكومية وبناء مشاركة نسائية من القرى والمصانع السوفيت وايضا في الحزب الشيوعي الروسي.

### التطور
في بداية عام 1922 تم نقل المقر الرئيسي للشيوعية النسائية الدولية من موسكو الى برلين.
كلارا زتكن كانت ممثلة سكرتارية النسائية الدولية من أجل العمل الشيوعي عبر النساء في مؤتمر الكومنترم الرابع، تم قعده في موسكو في خريف 1922، كانت تسلم تقارير في يوم الإثنين، 27 مايو، 1922. عبرت زتكن ان السكرتارية قد واصلت عملها تحت «التوجيه الحالي والقيادة» من اللجنة التنفيذية من الشيوعية الدولية ، هيئة إدراة الكومنترن. زتكن تلقت مدح خاص من حركة الشيوعية النسائية في بلغاريا وألمانيا، لأنها قد أنشأت لجان نسائيه مميزه للعمل من قبل النساء، زعمت ان تلك اللجان قد «أصبحت قوة» في تلك الأمم. على صعيد اخر في بولندا وبريطانيا لم يتم إنشاء منظمات مماثلة، مع تلك الأحزاب بدل من الإصرار على دمج النساء في منظمة حزب منتظم. العمل عبر النساء جعل زتكن تعاني من أعباء كثيرة .
زتكن سلطت الضوء على يوم المرأة العالمي (8 مارس) كواحد من النشاطات الرئيسية من حركة الشيوعية النسائية ، ووصف اليوم على أنه مظاهرات دولية ك حملة من الحزب شيوعية ضد الرأسمالية، كانت بداية معاناة لجيش من الملايين المظلومين والمستغلين الذين كان يجب أن يتم جمعهم وتدريبه وجعلهم مستعدين. أشارت أيضا زتكن الى المكانه المهمة التي تلعبها نشاطات النساء في العمالة الدولية التي تدعم حملات السوفيت الروسية من تمويل لأغاثه المجاعات. مرددا زيتكن، هيرثا ستورم من ألمانيا نادت لزيادة عدد المؤسسات للنساء في المصانع واتحاد التجارة وأشارت مجددا لثناء مميز للمؤسسات البلغارية في الاعتبار.
الكونجرس العالمي الرابع أقر رسميا وجهات نظر زيتكين في القرار الذي اعتمده، مشيدا كفاءة «الهياكل الخاصة» لأعضاء الحزب الشيوعي النسائي. مثل سكرتارية النساء الإقليمية، وإعاده تصحيح ذلك مع الأسف، بعض من الأقسام قد فشلت جزئيا وكليا ان تقوم بواجبها في ترويج منظم للعمل الشيوعي عبر النساء، وفشلهم في خلق مؤسسات لا غنى عنها.

### الجهاز الرسمي
نشرت الشيوعية النسائية الدولية مجلة شهرية تسمى " Die Kommunistische Fraueninternationale" (الشيوعية الدولية من النساء). كان قد تم نشر حصيلة 25 مشكلة في أول خمس سنوات من نشر المجلة من 1921 ل 1925. 1300 صفحة من المحتوى قد تم نشره في صفحات تلك المجلة.
Die Kommunistische Fraueninternationale ضمنت مقالات تتعامل حركات النساء من حول العالم وتغطية التعامل مع مشاكل النساء في سوفيت روسيا.
الهدف الرئيسي من منشورات الأجندة هو الترويج للمنظمه لنشر يوم المرأة العالمي كجميع الأعياد الثوريه العالمية في أنحاء العالم وبناء دعم عالمي من أجل مؤسسه الدعم الأحمر. ضمنت مسائل اخري من التشديد على التحريض ضد النزعه العسكرية والفاشيه وتضخم الأسعار وكذلك التعليم لدعم حقوق المرأة الانجابيه.
أعضاء من حزب الشيوعية الدولية طرحوا أيضا مجلات تهدف من قراء النساء في تلك الفترة، ضمنت compagna (رفيق نساء)، منشورات من الحرب الشيوعي الإيطالي وde voorbode (المذيع) تم طرحها من قبل الحزب الشيوعي الهولندي. تشيكوسلوفاكيا كان لديها مجلات مثل الاحزاب السابقه، باللغة التشيكيه Kommunistka (الشيوعية النسائيه)، العضو الألماني المسمى kommunistin، نشر من أجل السوديت والمنشور الإقليمي Žena (امرأه).

### إعاده التنظيم
في الخامس عشر من مايو عام 1925، قررت اللجنة التنفيذية للشيوعيه الدولية إعادة تنظيم الحركة النسائية الشيوعية. أصبحت الامانه الدولية للمرأة من الآن فصاعداً تعرف رسمياً بقسم النساء في اللجنة التنفيذية، وفقا لقرار اللجنة التنفيذية للشيوعيه الدولية. كان هذا التغيير ليكون غير معلن، ومع ذلك، مع نفس القرار الذي يصرح بجنون ان«في العروض التقديمية للجمهور العام، انه من الجيد، لأسباب تكتيكية الحفاظ علي اسم الأمانة الدوليه للمرأة» في نفس الوقت قررت اللجنة التنفيذية للشيوعية الدولية بإيقاف إعلان الجهاز الرسمي لقسم المرأة، Die kommunistische Fraueinternationale ، نظرا لأسباب مالية.
تم نقل المقر الرئيسي للحركة النسائية الشيوعية المعاد تنظميها من برلين الي موسكو في عام 1926 كجزء من القرار بتخفيض الحالة الشبه مستقرة للامانه الدولية للمرأة السابقة.
في اواخر رييع عام 1926، تم عقد اجتماع دولي رابع الحركة النسائية الشيوعية في موسكو.في حين أن الاجتماعات السابقة كاتت تعرف الي حد ما "بالمؤتمرات للنساء الشيوعية، كانت جلسة عام 1926 سوف تعرف باسم " المؤتمر العالمي حول العمل بين النساء"، وهو تغيير يهدف الي زيادة التعبير عن المكانة المنخفضة لقسم النساء في التسلسل الهرمي البيروقراطي أو الديواني حضر المؤتمر الرابع ثماني عشر مصوتا من المندوبين وسبعة واربعين لا يحق لهم التصويت. كان التجمع خاضعاً للسيطرة من قبل ممثلي ECCI وهما بالميرو تولياتي وأوتوم جيشك، حيث ترأسوا افتتاح وختام للإجراءات. كما قد تم تحديد مسار الإجراءات من قبل هيئة من المندوبين من الاتحاد السوفيتي حيث كانوا، وفقا لكلمات إدوارد هاليت كار، “مسيطرين على النقاش ويضعوا بكل ثقة الخط للآخرين للمتابعه والتقليد" كان الغرض النهائي من هذا التجمع، حسب تقدير Carr ، هو "تأسيس السلطة" لECCI وأمانه المرأة على أنشطة الشيوعيات خارج الاتحاد السوفيتي. كان النظام السوفيتي "لاجتماعات المندوبات النسائية -التجمعات التحريضية للمرأة غير الحزبية – محل اهتمام مره اخرى
كذلك مسألة ما إذا كان علي الأحزاب الشيوعية ان تنشئ منظمات نسائية ذات عضوية غير شيوعية إلى حد كبير. كان قرار فرض النموذج السوفيتي لإجتماعات المندوبات النسائية قد اتخذ قبل انعقاد المؤتمر. على الرغم من عدم القدرة على تطبيق المفهوم خارج الشروط المحددة لUSSR، لم يتم تقديم أي تحد رسمي للقرار الداعي لتطبيق النظام. وبالمثل، أُعتمدت الموافقة على إنشاء منظمات جماهيرية تضم أيضا نساء من غير الحزب على الرغم من تقرير المندوبين الألمان عن التجربة السلبية في هذا الصدد، حيث وقفت المنظمات الجديدة معارضة لقسم النساء في الحزب الشيوعي الألماني.

### التصفية
بينما في الاتحاد السوفيتي، ظهر عدد قوي من الحركة النسائية الشيوعية تحت إدارة الحزب الشيوعي الروسي للنساء جانوتل، كانت منظمة النساء العاملات فى الأحزاب الاخرى في جميع أنحاء العالم تتلقي بعض الأحيان اهتمام قليل بالنسبة للأنشطة الاخرى للأحزاب للشيوعية المرتبطه بالكومنترم.
عُقد مؤتمر اخير في أغسطس عام 1930 من قبل الأمانه النسائية حيث ضمت رؤساء من قسم النساء للاحزاب الشيوعية من أوروبا و الولايات المتحدة سويًا. ترأس المؤتمر من قبل روث أوفرلاخ، رئيسة قسم النساء في الحزب الشيوعي الألماني بالتوافق مع العودة الى الخطاب المتطرف وسياسات ما يسمي بالفتره الثالثة، شددت اوفرلاخ على ضرورة مشاركة النساء في «مهام خاصة» مثل التدخل الجسدي في نقل المتظاهرين عبر خطوط الاعتصام.
كانت ECCI في ذلك الوقت مصممه على زيادة تقليل مكان النداءات المحددة للنساء، ومع ذلك، تم إرسال اثنين من المفوضين إلى الاجتماع وهما الزعيم الشيوعي الفنلندي المنفي اوتو فيلي كوسينن وبوريس فاسيلييف. أعلن فاسيلييف أن قسم النساء أثبت انه غير قادر على تحديد وتدريب القائدات والناشطات في الإضراب أو تطوير النساء من اجل المقاومة الجسدية للعنف من الشرطة أو المتظاهرين وبالتالي يجب حلها على الفور دون مزيد من النقاش. تم القضاء على جانتول للحزب الشيوعي لعموم الاتحاد في عام 1930. على الرغم من انهاء النظام السوفيتي والمنظمات الدولية، ظل قسم النساء متواجد في بعض الاحزاب الشيوعية لسنوات عديدة بعد هذا التاريخ، ولكن تم تقليل نشاط هذه المنظمات وتقليل وجودها.

## مؤتمرات الشويعيه النسائيه الدوليه
| المؤتمر                                            | المكان | التاريخ                 | تعليق                                                                                                  |
| -------------------------------------------------- | ------ | ----------------------- | --- |
| المؤتمر الدولي الأول من الشويعيه النسائيه          | موسكو  | 30 يوليو - 2 أغسطس 1920 | |
| المؤتمر الدولي الثاني من كونجرس النساء             | موسكو  | يونيو 1921              | حضره 82 مندوبًا من 28 دولة. قرارات في Die Kommunistische Fraueninternationale, pp. 203–212.             |
| مؤتمر من المراسلين النساء الدوليين                 | برلين  | يناير 1922              | مندوبون من 9 دول وممثلون عن الأمانة الدولية للمرأة.                                                    |
| المؤتمر الدولي الثالث من الشويعيه النسائيه         | موسكو  | 1924                    | |
| المؤتمر االدولي الرابع من اجل العمل الشويعي للنساء | موسكو  | 29 مايو - 10 يونيو 1926 | 18 صوتا و47 مندوب استشاري.                                                                             |
| مؤتمر النساء اللائي حضرن احتفالات الذكرى العاشرة   | موسكو  | نوفمبر 1927             | وصفه المؤرخ جان جاك ماري بأنه "مؤتمر تزييني بحت" للسياح. (ماري، "قسم النساء في الكومنترن، الصفحة 281.) |
| مؤتمر رؤساء أقسام المرأة في الحزب الشيوعي          | موسكو  | أغسطس 1930              | المؤتمر الختامي الذي نظمته أمانة المرأة.                                                               |